# Oligosoma maccanni
Oligosoma maccanni — вид сцинкоподібних ящірок родини сцинкових (Scincidae). Ендемік Нової Зеландії.

## Поширення і екологія
Ophiomorus maccanni поширені на півдні Південного острова Нової Зеландії. Вони живуть на відкритих сухих, кам'янистих місцевостях, зокрема на гірських луках.